# Президентська служба безпеки (Південна Корея)
Президентська служба безпеки або Президентська гвардія (ханг.: 대통령경호처, ханча: 大統領警護處, англ.: Presidential Security Service, PSS) — незалежне, закрите відомство (агентство), відповідальне за охорону Президента Південної Кореї, Прем'єр-міністра Південної Кореї їх сімей, Синього дому, Чонгрі Гонгвану (офіційна резиденція прем'єр-міністра). До липня 2017 року – Управління безпеки Президента, коли було реорганізовано в Президентську гвардію.

## Історія

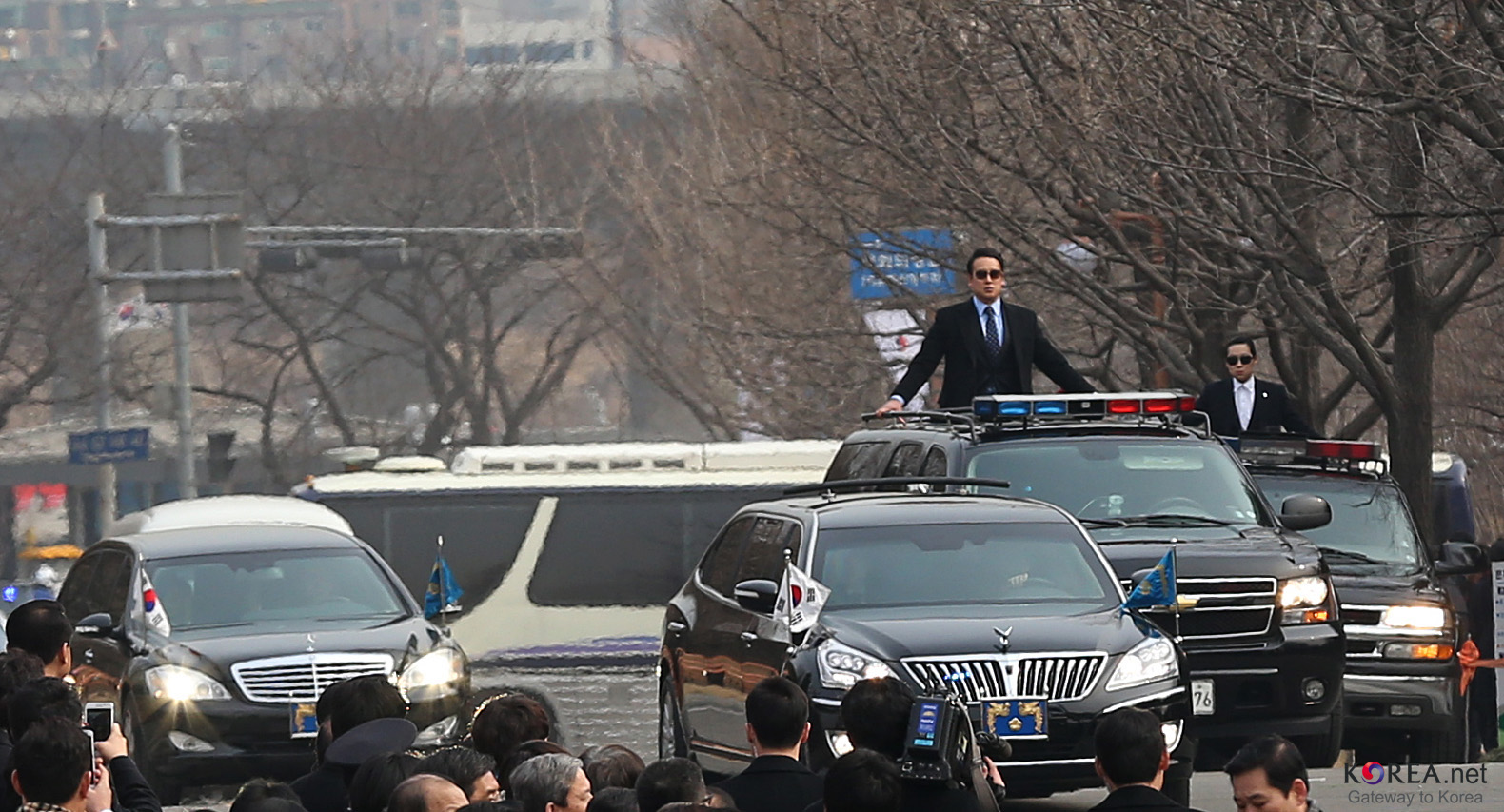
Агенти ПСБ під час інавгурації Президента Пак Кин Хє у 2013 році

Нинішня президентська служба безпеки була створена в 1949 році як Президентська поліція безпеки Кьонг Му Де. В 1960 році його назва змінилася на Президентську поліцію Синього дому, а в 1961 році були сформовані Сили безпеки для охорони Пак Чон Хі.
Підрозділ знову змінив назву, на цей раз на Президентська служба безпеки (ПСБ), після того як в 1963 році був прийнятий закон 157 ПСБ с Гонг Чен Чхоль (кор. 홍종철) який став його першим начальником під керівництвом поліції Кьонг Му Де. Пак Чонг Гю (кор. 박종규) очолював ПСБ з 1963 по 1974 рік. Обов'язки ПСБ були розширенні після того, як північнокорейські солдати 124-го армійського підрозділу напали на Синий дім в 1968 році . 

У 1974 році після вбивства дружини Пак Чон Хі, Юк Ен Су, Служба безпеки отримала більше влади над південнокорейськими військовими і різними правоохоронними органами відповідно до постанови Комітету безпеки та захисту і Групи контролю безпеки та захисту президента (Наказ 7246).
Розформування Комітету безпеки та президентською захисту і Групи контролю безпеки та президентського захисту (Розпорядження 9692) відбулося в 1979 році після того, як Пак Чон Хі був убитий. У 1981 році в результаті перегляду директив ПСБ, службі було доручено захист колишніх президентів Південної Кореї і їх сімей. 
Президентська служба безпеки була відповідальна за безпосередній захист Папи Римського Іоанна Павла II під час його візиту до Південної Кореї в травні 1984 року. 
1 квітня 1993 року для боротьби з тероризмом було створено підрозділ Мугунхва Донгсу. 3 березня 1999 року було створено Навчальний центр ПСБ Multi Security.
18 квітня 2003 року Служба безпеки президента була звільнена від обов'язків по охороні Синього дому, оскільки юрисдикція була передана адміністрації провінції Чхунчхон-Пукто. 1 січня 2005 року ПСБ створила Групу контролю з безпеки під час проведення АТЕС в Пусані. 

## Суб'єкти захисту
У число обов'язків, що виконуються агентами СБП, входить захист таких осіб:
- Президент Південної Кореї та його родина;
- Кандидат в президенти і його родина;
- Виконувач обов'язків Президента і його/її чоловік (дружина);
- Колишні президенти їх подружжя та діти отримують захист служби безпеки протягом 10 (десяти) років після виходу з посади (на пенсію) лише тоді, коли це не суперечить її/його бажанню;
- Главу держави або прем'єр-міністра (глава уряду) іноземної держави, який відвідує Корею, та його дружину/її чоловіка;
- Будь-які інші місцеві і іноземні особи, яких начальник Служби безпеки Президента вважає необхідними для захисту.

Також в їх обов'язки входить охорона офіційної резиденції президента Південної Кореї — Чхонваде (англ. Cheong Wa Dae) або Синього Дому. Комплекс Чхонваде займає 25 гектарів і складається з 3 головних будівель і семи споруд для інших потреб (другорядних). Розміщений за адресою місто Сеул, р-н Чонно-гу, Сечжон-но, 1.